# Toggenburger Museum

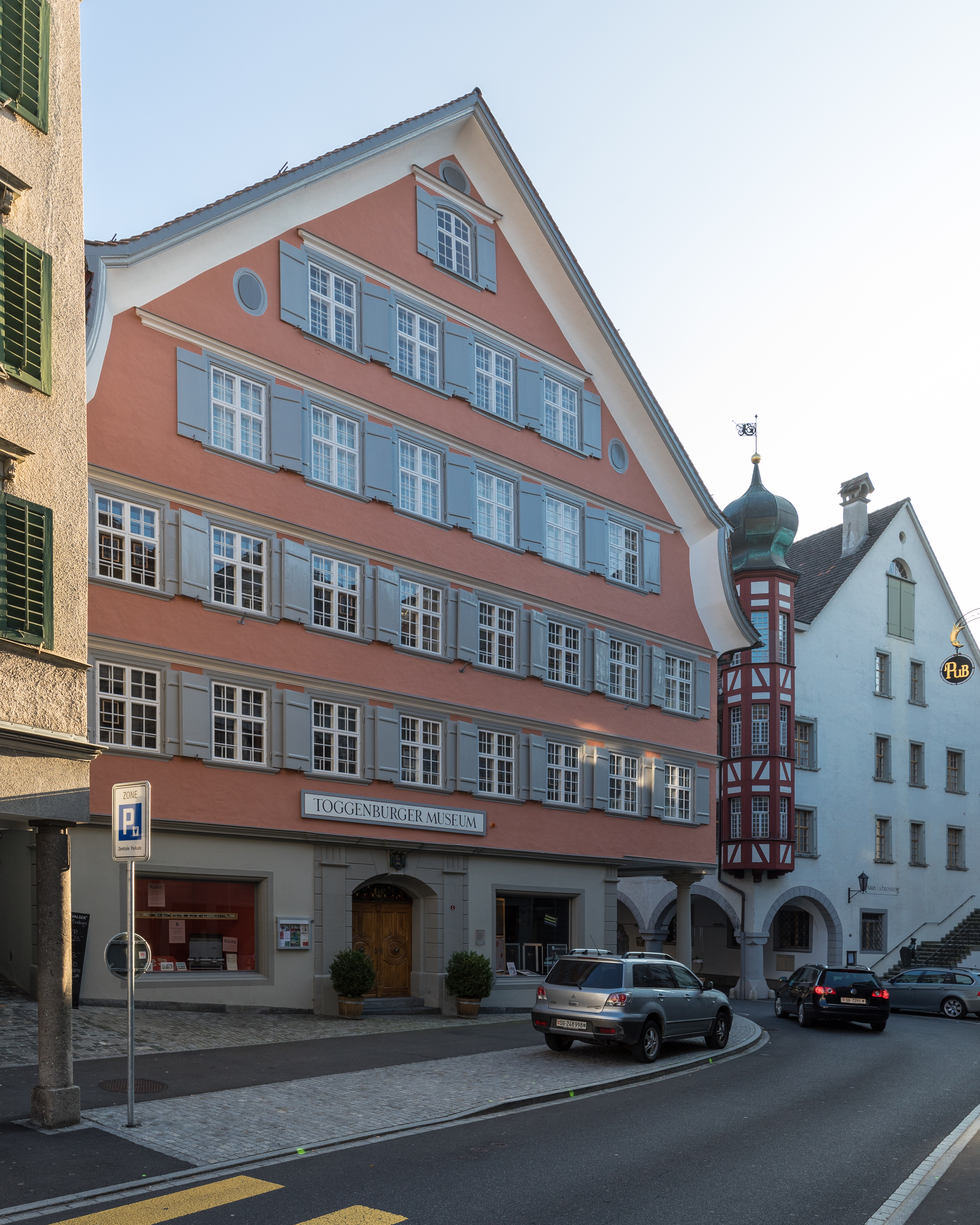
Toggenburger Museum in Lichtensteig

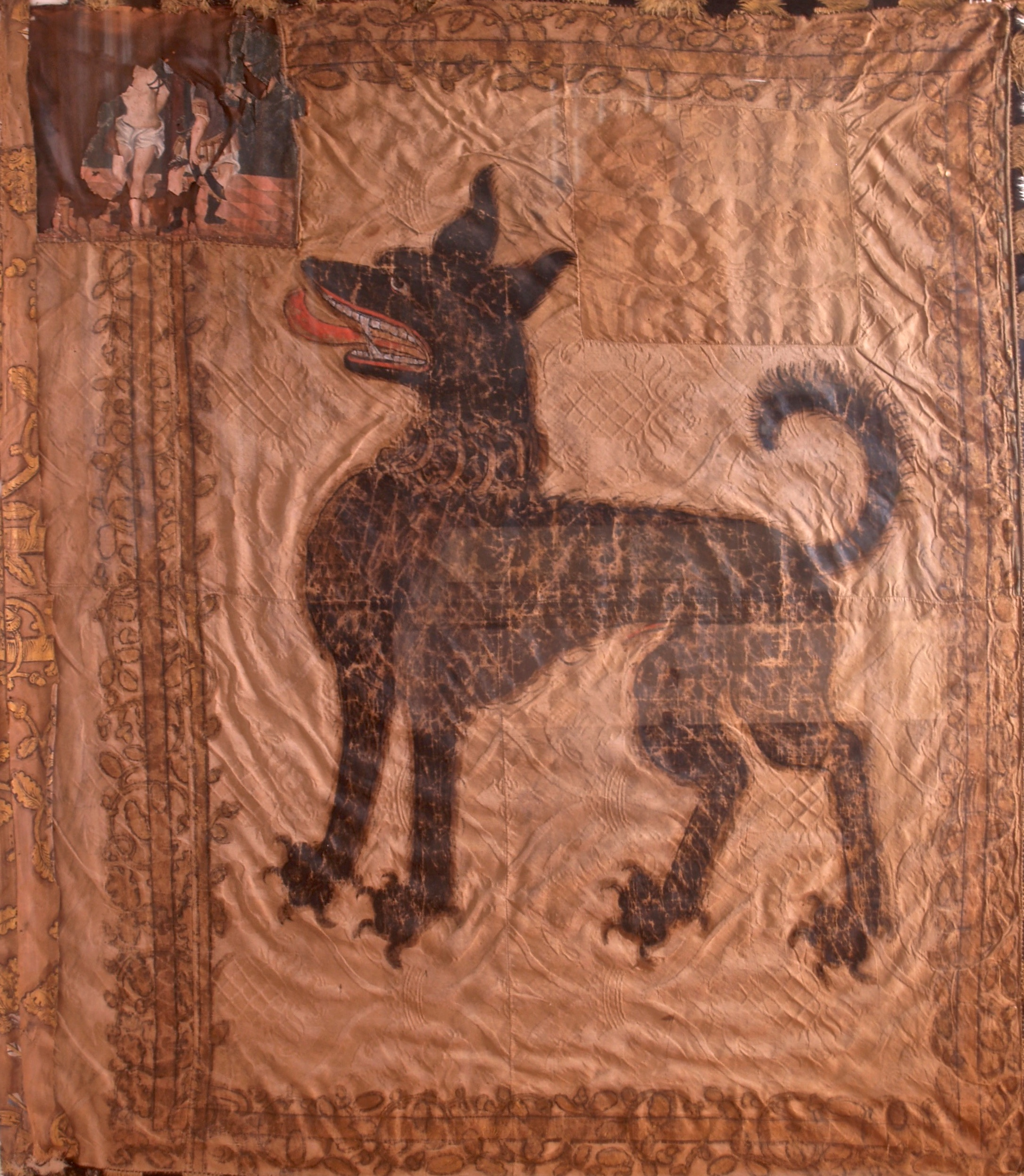
Juliusbanner mit eingeflickter Geisselung Christi

Das Toggenburger Museum in Lichtensteig bewahrt, dokumentiert und vermittelt Zeugnisse des kulturellen Erbes der alten Landschaft Toggenburg. In seiner Dauerausstellung und in regelmässigen Sonderausstellungen präsentiert es Geschichte des Thur- und Neckertals von den Anfängen bis heute.

## Geschichte

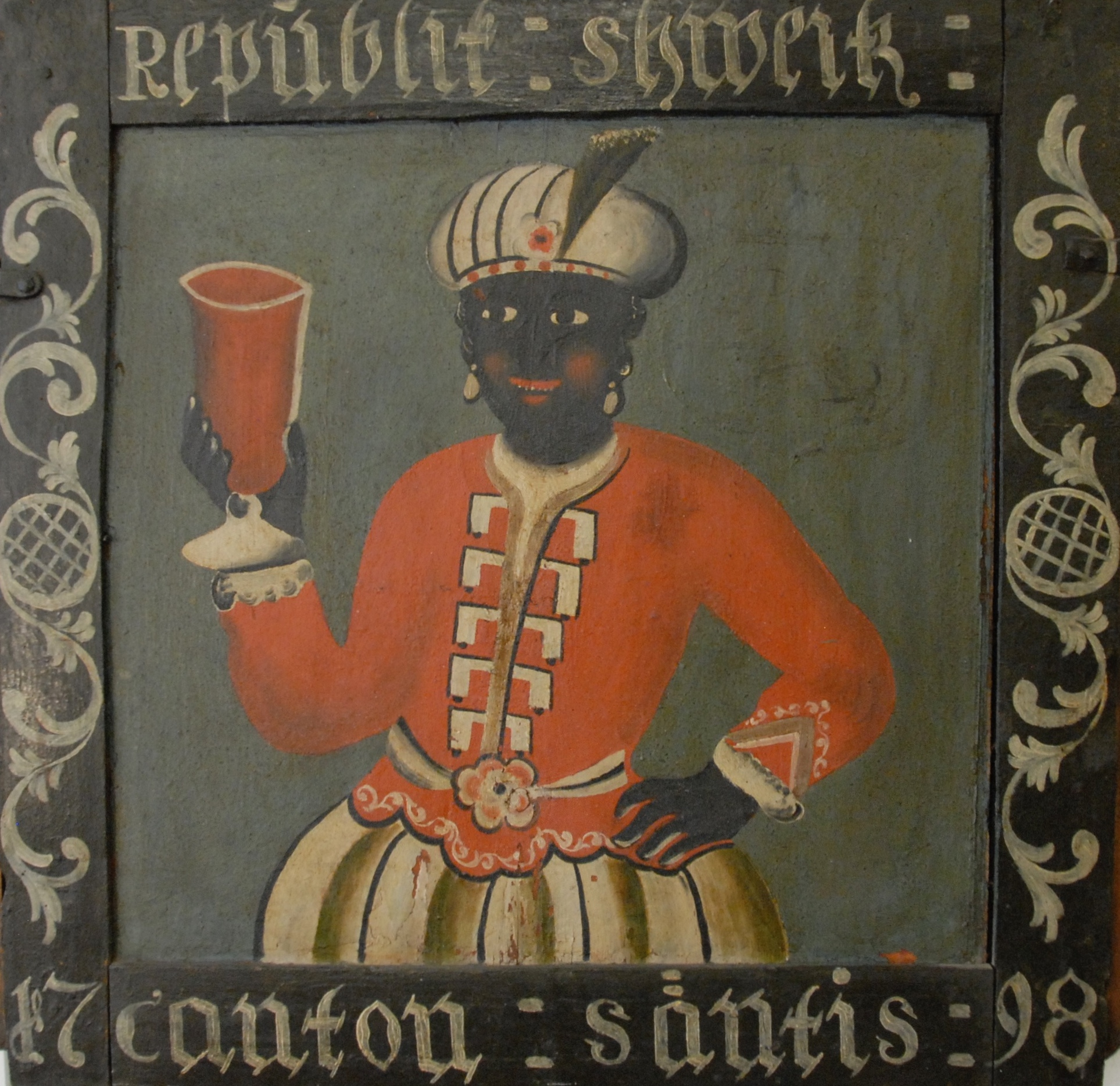
Wirtshausschild «Zum Mohren», Wattwil 1798

Das Toggenburger Museum geht zurück auf eine temporäre Ausstellung, die Geschichtsbegeisterte aus Lichtensteig im Jahre 1895 organisierten. 1920 übersiedelte die Ausstellung vom alten Amtshaus an den heutigen Standort, dem stattlichen Kaufmannshaus der Tuchhändler Leiter und Lorenz in der Altstadt.

## Trägerschaft
Die Ortsgemeinde Lichtensteig übt die Trägerschaft aus. Das Patronat liegt bei 17 politischen Gemeinden des historischen Toggenburgs von Wildhaus bis  Flawil.

## Ausstellungen
Als eines der ältesten Regionalmuseen der Schweiz präsentiert das Toggenburger Museum Exponate seiner Sammlung in elf Räumen auf drei Stockwerken. Ein Archiv mit Handschriften sowie eine Präsenzbibliothek mit wissenschaftlichem Bestand ergänzen das Museum. 
Schwerpunkte seiner Dauerausstellung sind die frühe Besiedlung des Tals durch Höhlenbärenjäger, der wechselnde Einfluss der Grafen von Toggenburg und der Fürstäbte von St. Gallen, die Entwicklung der Textilindustrie sowie sennisches Handwerk. Hinzu kommen Möbel, typische Musikinstrumente wie die Toggenburger Halszither und die Toggenburger Hausorgel sowie Wappenscheiben. Künstler wie Willy Fries, Albert Edelmann, Anna Barbara Aemisegger-Giezendanner («Babeli Giezendanner») sind im Toggenburger Museum mit Gemälden, Zeichnungen oder Sennenstreifen vertreten.
In seinen Sonderausstellungen behandelte das Toggenburger Museum «Jost Bürgi – einfach genial!» und «Hochstig – Brautfuder, Funkensingen und andere Hochzeitsbräuche» sowie «Z’ Esse gits nur gsottes Gräs – Ein Toggenburger Junge erzählt von der letzten Hungersnot». Bis 2019 lief die Schau «Kunst und Küche» über das Leben und Wirken «Babeli Giezendanners» und Susanna Müllers («Das fleissige Hausmütterchen»). Kuratorin ist die Ethnologin und Volkskundlerin Christelle Wick.